# أيت أومالو
أيت أومالو إحدى بلديات دائرة تيزي راشد التابعة لولاية تيزي وزو.

## مواضيع ذات صلة
- بلديات ولاية تيزي وزو
- دوائر ولاية تيزي وزو